# Bombom
Bombom és una localitat de São Tomé i Príncipe. Es troba al districte de Mé-Zóchi, al nord-est de l'illa de São Tomé. La seva població és de 1.555 (2008 est.). L'etimologia principal és el portuguès per "tan bo", "bo", l'altra etimologia és l'origen angolès: "Bombon" o "Bonbon".

## Evolució de la població
| 2001  | 2008  |
| 1.364 | 1.555 |

## Clubs esportius
- Inter Bom-Bom, equip de futbol que juga a la segona divisió.